# 1918
| Calendário gregoriano                                                        | 1918 MCMXVIII                        |
| Ab urbe condita                                                              | 2671                                 |
| Calendário arménio                                                           | 1367 – 1368                          |
| Calendário bahá'í                                                            | 74 – 75                              |
| Calendário budista                                                           | 2462                                 |
| Calendário chinês                                                            | 4614 – 4615 Início a 11 de fevereiro |
| Calendário copta                                                             | 1634 – 1635                          |
| Calendário etíope                                                            | 1910 – 1911                          |
| Calendários hindus - Vikram Samvat - Calendário nacional indiano - Cáli Iuga | 1973 – 1974 1839 – 1840 5018 – 5019  |
| Calendário Holoceno                                                          | 11918                                |
| Calendário islâmico                                                          | 1337 – 1338                          |
| Calendário judaico                                                           | 5678 – 5679 Início a 7 de setembro   |
| Calendário persa                                                             | 1296 – 1297 Início a 22 de março     |
| Calendário rúnico                                                            | 2168                                 |
| Calendário solar tailandês                                                   | 2461                                 |

1918 (MCMXVIII, na numeração romana)  foi um ano comum do século XX do calendário gregoriano, da era comum, a sua letra dominical foi F (52 semanas), teve início a uma terça-feira e terminou também numa terça-feira.
| Ano completo                       |
| ---------------------------------- |
| Ano comum com início à terça-feira |

## Eventos
- A Rússia adota o calendário gregoriano.
- Extinção completa do periquito-da-carolina.

### Fevereiro
- 1 de fevereiro - República Soviética adota o calendário gregoriano.

### Março
- 1 de março - Oitava eleição presidencial do Brasil.
- 3 de março - Retirada da Rússia da Primeira Guerra Mundial com a assinatura do Tratado de Brest-Litovski.

### Maio
- 28 de maio - Independência do Azerbaijão.

### Outubro
- 12 de outubro - Fundação do Botafogo Futebol Clube.
- 18 de outubro - Fundação do Fortaleza Esporte Clube.

### Novembro
- 11 de novembro - A assinatura do Armistício de Compiègne encerra os combates da Primeira Guerra Mundial, com as Potências Aliadas derrotando os Impérios Centrais.
- 15 de novembro - Delfim Moreira, vice-presidente, toma posse e assume interinamente a presidência do Brasil, na sequência de Rodrigues Alves, eleito presidente, ter contraído gripe espanhola.
- 18 de novembro - Independência da Letónia.

### Dezembro
- 1 de dezembro - A Transilvânia e o Reino da Romênia se unem e formam a Romênia moderna.
- 23 de dezembro - Toma posse em Portugal o 17.º governo republicano, chefiado pelo presidente do Ministério João Tamagnini Barbosa.

## Nascimentos
- 10 de janeiro - Arthur Chung, presidente da Guiana de 1970 a 1980 (m. 2008).
- 15 de janeiro:
  - João Figueiredo, trigésimo presidente do Brasil  (m. 1999).
  - Gamal Abdel Nasser, presidente do Egipto de 1954 a 1970. (m. 1970)[1]
- 5 de fevereiro - Ágio Augusto Moreira, monsenhor da igreja católica (m. 2019).
- 22 de fevereiro - Robert Wadlow, o homem mais alto da história medindo 2,72 m de altura. (m. 1940)
- 22 de março - Cheddi Jagan, presidente da Guiana de 1992 a 1997 (m. 1997).
- 6 de abril - Alfredo Ovando Candia, presidente da Bolívia de 1965 a 1966, em 1966 e de 1969 a 1970 (m. 1982).
- 8 de abril - Roberta Cowell, piloto e empresária britânica (m. 2011).
- 19 de abril - Lygia Fagundes Telles, escritora brasileira (m. 2022).
- 6 de maio - Zayed bin Sultan al Nahayan, presidente dos Emirados Árabes Unidos de 1971 a 2004 (m. 2004).
- 11 de maio - Richard Feynman, físico norte-americano  (m. 1988).
- 17 de junho - Raúl "Chato" Padilla, ator mexicano que interpretou o personagem Jaiminho, o carteiro do seriado El Chavo del Ocho (m. 1994)
- 4 de julho - Taufa'ahau Tupou IV, rei de Tonga (m. 2006).
- 11 de julho - Venetia Burney, primeira pessoa a sugerir o nome Plutão para o planeta anão do Sistema Solar (m. 2009).
- 13 de julho - Alberto Ascari, piloto italiano de automobilismo (fórmula 1)  (m. 1955)[2]
- 14 de julho - Ingmar Bergman, dramaturgo e cineasta sueco (m. 2007).
- 15 de julho - Brenda Milner, neuropsicologista canadense
- 18 de julho - Nelson Mandela, Presidente da África do Sul de 1994 a 1999, Prémio Lenin da Paz em 1990 e Nobel da Paz em 1993  (m. 2013).[1]
- 28 de agosto - Alejandro Agustín Lanusse, presidente da Argentina de 1971 a 1973 (m. 1996).
- 9 de setembro - Oscar Luigi Scalfaro, presidente da Itália de 1992 a 1999 (m. 2012).
- 19 de setembro - Chaim Herzog, presidente de Israel de 1983 a 1993 (m. 1997).
- 21 de dezembro - Kurt Waldheim, político austríaco, Secretário-geral da ONU de 1972 a 1981 e presidente da Áustria de 1986 a 1992 (m. 2007).
- 25 de dezembro - Ahmed Ben Bella, presidente da Argélia de 1962 a 1965 (m. 2012).
- 25 de dezembro - Anwar Al Sadat, presidente do Egipto de 1970 a 1981 (m. 1981).

## Mortes
- 10 de fevereiro - Abdulamide II, 34º sultão otomano (n. 1842).
- 11 de fevereiro - Taitu Bitul, Imperatriz etíope (n. 1851).
- 13 de março - César Cui, compositor, crítico musical e militar russo (n. 1835).
- 21 de abril - Manfred von Richthofen, Barão Vermelho - famoso piloto alemão da Primeira Guerra Mundial (n. 1892)
- 28 de abril - Gavrilo Princip, assassino sérvio (n. 1894).
- 14 de maio - Joaquim Pimenta de Castro, oficial militar, matemático e político português (n. 1846).
- 17 de julho - Czar Nicolau II da Rússia, sua mulher Imperatriz Alexandra, filhas Olga, Tatiana, Maria, Anastásia e o czarévich, até então herdeiro do trono de seu pai, Alexei Nikolaevich (assassinados).
- 5 de outubro - Roland Garros, tenista e aviador francês (n. 1888).
- 29 de outubro - Michel Oreste, presidente do Haiti de 1913 a 1914 (n. 1859).
- 14 de dezembro - Sidónio Pais, quarto presidente da República Portuguesa é assassinado na estação do Rossio. (n. 1872)

## Prémios Nobel
- Física - Max Karl Ernst Ludwig Planck.
- Química - Fritz Haber.
- Medicina - não atribuído.
- Literatura - não atribuído.
- Paz - não atribuído.

## Epacta e idade da Lua
| Epacta gregoriana | 17 (XVII) |
| Idade da Lua      | Letra s   |

## Por tema
- 1918 na arte
- 1918 no Brasil
- 1918 no carnaval
- 1918 na ciência
- 1918 no cinema
- 1918 no desporto
- 1918 no jornalismo
- 1918 na literatura
- 1918 na música
- 1918 na política
- 1918 na rádio
- 1918 no teatro
- 1918 na televisão